# ميغيل إندوراين
ميغيل إندوراين لارايا (بالإسبانية: Miguel Indurain Larraya، ولد في 16 يوليو 1964، فيافا، نافارا، إسبانيا) دراج إسباني معتزل.
حصل على الميدالية الذهبية في دورة الألعاب الأولمبية الصيفية عام 1996، وعلى الميدالية الذهبية في بطولة العالم للدراجات الهوائية على الطريق عام 1995، كما فاز بسباق طواف فرنسا خمس مرات، وبطواف إيطاليا مرتين.

## إنجازاته

### الألعاب الأولمبية الصيفية
- 1996 أتلانتا  الولايات المتحدة:  ميدالية ذهبية في سباق الدراجات الهوائية على الطريق ضد عقارب الساعة (Time Trial).

### بطولة العالم للدراجات الهوائية على الطريق
- 1991 شتوتغارت  ألمانيا:  ميدالية برونزية في سباق الدراجات الهوائية على الطريق.
- 1993 أوسلو  النرويج:  ميدالية فضية في سباق الدراجات الهوائية على الطريق.
- 1995 دويتاما  كولومبيا:  ميدالية ذهبية في سباق الدراجات الهوائية على الطريق ضد عقارب الساعة (Time Trial).
- 1995 دويتاما  كولومبيا:  ميدالية فضية في سباق الدراجات الهوائية على الطريق.

### سباق الطوافات الكبرى
- طواف فرنسا
  - 1991:  بطل طواف فرنسا.
  - 1992:  بطل طواف فرنسا.
  - 1993:  بطل طواف فرنسا.
  - 1994:  بطل طواف فرنسا.
  - 1995:  بطل طواف فرنسا.
- طواف إيطاليا
  - 1992:  بطل طواف إيطاليا.
  - 1993:  بطل طواف إيطاليا.
  - 1994: المرتبة الثالثة بطواف إيطاليا.
- طواف إسبانيا
  - 1991: المرتبة الثانية بطواف إسبانيا.

## التصنيف
| السنة     | 1987 | 1988 | 1989 | 1990 | 1991 | 1992 | 1993 | 1994 | 1995 | 1996 |
| --------- | ---- | ---- | ---- | ---- | ---- | ---- | ---- | ---- | ---- | ---- |
| تصنيف UCI | 97   | 79   | 20   | 4    | 2    | 1    | 1    | 2    | 3    | 14   |
|           |      |      |      |      |      |      |      |      |      |      |
| مصدر: UCI |      |      |      |      |      |      |      |      |      |      |

### سباقات أو مراحل فاز بها
| التاريخ        | السباق                                                            | المركز                                                                 |
| -------------- | ----------------------------------------------------------------- | ---------------------------------------------------------------------- |
| 01 يناير 1984  | 1984 Nafarroako Itzulia                                           | الثاني في التصنيف العام                                                |
| 01 يناير 1985  | طواف أندلوسيا 1985                                                |                                                                        |
| 02 مارس 1986   | فولتا مورسيا 1986                                                 |                                                                        |
| 22 سبتمبر 1986 | تور دي أفينير 1986                                                |                                                                        |
| 28 سبتمبر 1986 | 1986 جراند بريكس دي نيشنز                                         | المرتبة 14 في التصنيف العام                                            |
| 27 مارس 1987   | 1987 Setmana Catalana de Ciclisme                                 |                                                                        |
| 25 مايو 1987   | 1987 Gran Premio Navarra                                          | الأول في التصنيف العام                                                 |
| 02 أبريل 1988  | 1988 Gran Premio Navarra                                          | المرتبة 11 في التصنيف العام                                            |
| 07 سبتمبر 1988 | 1988 فولتا كاتالونيا                                              |                                                                        |
| 01 يناير 1989  | Critérium International 1989                                      |                                                                        |
| 12 مارس 1989   | باريس-نايس 1989                                                   |                                                                        |
| 01 يناير 1990  | طواف برغش 1990                                                    |                                                                        |
| 01 يناير 1990  | 1990 فولتا أستورياس                                               |                                                                        |
| 11 مارس 1990   | باريس-نايس 1990                                                   |                                                                        |
| 11 أغسطس 1990  | طواف سان سيباستيان 1990                                           |                                                                        |
| 01 يناير 1991  | سباق الطريق في بطولة العالم 1991                                  |                                                                        |
| 01 يناير 1991  | 1991 Circuit de l'Aulne                                           |                                                                        |
| 01 يناير 1991  | 1991 Tour de Vaucluse                                             |                                                                        |
| 01 يناير 1991  | 1991 UCI Road World Rankings                                      |                                                                        |
| 19 مايو 1991   | طواف إسبانيا 1991                                                 |                                                                        |
| 28 يوليو 1991  | سباق طواف فرنسا 1991                                              | الأول في التصنيف العام                                                 |
| 12 سبتمبر 1991 | 1991 فولتا كاتالونيا                                              |                                                                        |
| 01 يناير 1992  | طواف إيطاليا 1992                                                 | الأول في التصنيف العام، الثاني في تصنيف النقاط، الثالث في تصنيف الجبال |
| 01 يناير 1992  | 1992 Circuit de l'Aulne                                           |                                                                        |
| 01 يناير 1992  | 1992 UCI Road World Rankings                                      |                                                                        |
| 01 يناير 1992  | Tour de Picardie 1992                                             |                                                                        |
| 15 مارس 1992   | 1992 باريس-نايس                                                   |                                                                        |
| 10 مايو 1992   | 1992 طواف روماندي                                                 |                                                                        |
| 26 يوليو 1992  | سباق طواف فرنسا 1992                                              | الأول في التصنيف العام، الرابع في تصنيف الجبال                         |
| 14 سبتمبر 1992 | 1992 فولتا كاتالونيا                                              |                                                                        |
| 01 يناير 1993  | طواف إيطاليا 1993                                                 | الأول في التصنيف العام، الثالث في تصنيف الجبال، الثالث في تصنيف النقاط |
| 01 يناير 1993  | سباق الطريق في بطولة العالم 1993                                  |                                                                        |
| 01 يناير 1993  | 1993 Clásica a los Puertos                                        |                                                                        |
| 01 يناير 1993  | 1993 UCI Road World Rankings                                      |                                                                        |
| 28 فبراير 1993 | 1993 Volta Ciclista a la Comunitat Valenciana                     |                                                                        |
| 25 يوليو 1993  | سباق طواف فرنسا 1993                                              | الأول في التصنيف العام                                                 |
| 19 أغسطس 1993  | 1993 فولتا كاستيلا ليون                                           |                                                                        |
| 01 يناير 1994  | 1994 UCI Road World Rankings                                      |                                                                        |
| 01 يناير 1994  | Tour de Picardie 1994                                             |                                                                        |
| 27 فبراير 1994 | 1994 Volta Ciclista a la Comunitat Valenciana                     |                                                                        |
| 24 يوليو 1994  | سباق طواف فرنسا 1994                                              | الأول في التصنيف العام                                                 |
| 01 يناير 1995  | 1995 UCI Road World Rankings                                      |                                                                        |
| 01 يناير 1995  | سباق الطريق في بطولة العالم 1995                                  |                                                                        |
| 01 يناير 1995  | سباق الطريق ضد الساعة في بطولة العالم 1995                        |                                                                        |
| 01 يناير 1995  | 1995 فولتا أستورياس                                               |                                                                        |
| 29 مايو 1995   | جائزة دو ميدي ليبر الكبرى 1995                                    |                                                                        |
| 11 يونيو 1995  | سباق دوفين للدراجات 1995                                          |                                                                        |
| 23 يوليو 1995  | سباق طواف فرنسا 1995                                              | الأول في التصنيف العام                                                 |
| 01 يناير 1996  | Euskal Bizikleta 1996                                             | الأول في التصنيف العام                                                 |
| 01 يناير 1996  | 1996 طواف برغش                                                    |                                                                        |
| 01 يناير 1996  | ركوب الدراجات في الألعاب الأولمبية الصيفية 1996 – رجال سباق الزمن |                                                                        |
| 01 يناير 1996  | 1996 Clásica a los Puertos                                        |                                                                        |
| 04 مايو 1996   | 1996 Volta ao Alentejo                                            |                                                                        |
| 19 مايو 1996   | 1996 فولتا أستورياس                                               |                                                                        |
| 09 يونيو 1996  | سباق دوفين للدراجات 1996                                          |                                                                        |

## روابط خارجية
- ميغيل إندوراين على موقع أرشيف الدراجات (الإنجليزية)
- ميغيل إندوراين على موقع إحصائيات الدراجات الإحترافية (الإنجليزية)
- ميغيل إندوراين على موقع CycleBase (الإنجليزية)
- ميغيل إندوراين على موقع اللجنة الأولمبية الدولية (الإنجليزية)
- ميغيل إندوراين على موقع أوليمبيديا (الإنجليزية)